# 岐阜県道452号惣則高鷲線
岐阜県道452号惣則高鷲線（ぎふけんどう452ごう そうのりたかすせん）は、岐阜県高山市から同県郡上市に至る一般県道である。

## 概要

### 路線データ
- 起点：岐阜県高山市荘川町惣則（国道158号交点）
- 終点：岐阜県郡上市高鷲町鮎立（国道156号・国道158号交点）

## 沿革
- 1977年（昭和52年）2月27日 ： 認定[1]

## 通過する自治体
- 岐阜県
  - 高山市
  - 郡上市

## 接続する道路
- 国道158号（高山市荘川町惣則）
- 岐阜県道316号鮎立恩地線・岐阜県道321号ひるがの高原線（郡上市高鷲町鷲見）
- 岐阜県道45号高鷲インター線（高鷲小学校前交差点）
- 国道156号・国道158号（飛騨街道）（正ケ洞交差点）

## 周辺
- 東海北陸自動車道 荘川インターチェンジ
- 道の駅桜の郷 荘川
- 郡上市役所 高鷲振興事務所
- 郡上市立高鷲小学校
- 郡上市立高鷲中学校
- 高鷲郵便局